# También la lluvia
También la lluvia is een Spaanse film uit 2010, geregisseerd door Icíar Bollaín.

## Verhaal
De Mexicaanse regisseur Sebastián (Gael García Bernal) wil samen met de Spaanse producent Costa (Luis Tosar) een film  maken over de reis van Christoffel Columbus naar Amerika. Het doel is een waarheidsgetrouwe film te maken, waarin te zien is hoe Columbus de inheemse bevolking onderdrukt en hoe dit leidt tot een opstand, geleid door Hatuey. Costa besluit in Bolivia te gaan draaien, omdat figuranten daar het goedkoopst zijn. Tijdens het filmen breekt de wateroorlog van Cochabamba uit, die geleid wordt door de lokale acteur Daniel (Juan Carlos Aduviri), die Hatuey speelt in de film.

## Rolverdeling
| Acteur                 | Personage | Opmerkingen                            |
| ---------------------- | --------- | -------------------------------------- |
| Luis Tosar             | Costa     | de uitvoerend producent                |
| Gael García Bernal     | Sebastián | de regisseur                           |
| Juan Carlos Aduviri    | Daniel    | inwoner van Bolivia, gecast als Hatuey |
| Karra Elejalde         | Antón     | Spaanse acteur, gecast als Columbus    |
| Raúl Arévalo           | Juan      | Spaanse acteur, gecast als Montesino   |
| Carlos Santos          | Alberto   | Spaanse acteur, gecast als Las Casas   |
| Cassandra Ciangherotti | María     | de assistent-regisseur                 |
| Milena Soliz           | Belén     | Daniels dochter, gecast als Panuca     |
| Leónidas Chiri         | Teresa    | Daniels vrouw                          |

## Ontvangst

### Recensies
Op Rotten Tomatoes geeft 87% van de 60 recensenten de film een positieve recensie Website Metacritic komt tot een score van 69/100, gebaseerd op 20 recensies. De Volkskrant schreef: “(…) de aardig tot sterk geacteerde film zit vol geestige en wrange momenten, waarbij de megalomanie en pretentie van het historisch-filmen op de korrel wordt genomen.” NRC gaf de film 3 sterren.

### Prijzen en nominaties
De film werd genomineerd voor 13 Premios Goya, waarvan de film er drie won.
| Jaar | Evenement                       | Categorie                | Genomineerde                                          | Resultaat   |
| ---- | ------------------------------- | ------------------------ | ----------------------------------------------------- | ----------- |
| 2011 | Premios Goya (25ste uitreiking) | Beste film               | También la lluvia                                     | Genomineerd |
| 2011 | Premios Goya (25ste uitreiking) | Beste regisseur          | Icíar Bollaín                                         | Genomineerd |
| 2011 | Premios Goya (25ste uitreiking) | Beste acteur             | Luis Tosar                                            | Genomineerd |
| 2011 | Premios Goya (25ste uitreiking) | Beste mannelijke bijrol  | Karra Elejalde                                        | Gewonnen    |
| 2011 | Premios Goya (25ste uitreiking) | Beste debuterend acteur  | Juan Carlos Aduviri                                   | Genomineerd |
| 2011 | Premios Goya (25ste uitreiking) | Beste origineel scenario | Paul Laverty                                          | Genomineerd |
| 2011 | Premios Goya (25ste uitreiking) | Beste montage            | Ángel Hernández Zoido                                 | Genomineerd |
| 2011 | Premios Goya (25ste uitreiking) | Beste productiemanager   | Cristina Zumárraga                                    | Gewonnen    |
| 2011 | Premios Goya (25ste uitreiking) | Beste geluid             | Emilio Cortés, Nacho Royo-Villanova, Pelayo Gutiérrez | Genomineerd |
| 2011 | Premios Goya (25ste uitreiking) | Beste speciale effecten  | Gustavo Harry Farias, Juanma Nogales                  | Genomineerd |
| 2011 | Premios Goya (25ste uitreiking) | Beste kostuums           | Sonio Grande                                          | Genomineerd |
| 2011 | Premios Goya (25ste uitreiking) | Beste grime en haarstijl | Karmele Soler, Paco Rodríguez H.                      | Genomineerd |
| 2011 | Premios Goya (25ste uitreiking) | Beste muziek             | Alberto Iglesias                                      | Gewonnen    |